# Filippo Sorcinelli
Filippo Sorcinelli (ur. w 1975 r. w Mondolfo) – włoski krawiec, organista, projektant mody i perfumiarz.

## Życie zawodowe
W latach 90. uczęszczał do Instytutu Sztuki w Fano.
W 2001 r. ukończył studia związane z grą na organach na Papieskim Instytucie Muzyki Sakralnej.
W tym samym roku założył w Santarcangelo di Romagna pracownię LAVS (skrót od Laboratorio Atelier Vesti Sacre), która zajmuje się produkcją szat liturgicznych dla kościoła katolickiego. Stworzył liczne szaty liturgiczne m.in. dla papieża Benedykta XVI, papieża Franciszka, kapłanów służących w Katedrze Notre-Dame w Paryżu, Bazylice Grobu Pańskiego w Jerozolimie czy Katedrze Świętego Patryka w Nowym Jorku.
W 2013 r. powierzono mu zadanie rekonstrukcji szat liturgicznych papieża Celestyna V.
W 2014 r. wypuścił swoją linię perfum Unum.
W 2015 r. gmina Santarcangelo di Romagna odznaczyła go za wyjątkowe zasługi artystyczne.
Od 2020 r. jest dyrektorem artystycznym projektu Mondolfo Galleria Senza Soffitto.

## Życie prywatne
Jest zadeklarowanym katolikiem i homoseksualistą. Coming outu dokonał w 2013 r., od 2016 r. jest w zarejestrowanym związku z swoim partnerem, Yurim.